# Nordpazifischer Blauflossen-Thunfisch
Der Nordpazifische Blauflossen-Thunfisch (Thunnus orientalis) ist ein Meeresfisch aus der Familie der Makrelen und Thunfische (Scombridae).

## Forschungsgeschichte
Die wissenschaftliche Erstbeschreibung unter der Bezeichnung Thynnus orientalis erfolgte 1844 durch Coenraad Jacob Temminck und Hermann Schlegel in Philipp Franz von Siebolds mehrbändiger „Fauna Japonica“. Später wurde der Nordpazifische Blauflossen-Thunfisch lange als Unterart (Thunnus thynnus orientalis) des Roten Thuns gewertet, bevor er 1999 durch Bruce Collette auf Basis von morphologischen und molekulargenetischen Eigenschaften wieder in den Rang einer eigenständigen Art Thunnus orientalis erhoben wurde.
Das Taxon Thunnus saliens Jordan & Evermann, 1926 wird als Synonym von Thunnus orientalis angesehen. Als weiteres Synonym gilt Orcynus schlegelii Steindachner, 1884.

## Merkmale
Der Nordpazifische Blauflossen-Thunfisch erreicht Standardlängen von weit über 200 cm bei Körpermassen von über 450 kg. Das größte bislang dokumentierte Exemplar hatte eine Länge von rund 3 m bei einer Körpermasse von etwa 555 kg und wurde 1986 in den Gewässern südlich von Kyūshū gefangen.
Der spindelförmige Körper ist, wie bei den meisten Arten der Gattung Thunnus, an der Oberseite irisierend dunkelblau und an der Unterseite silberfarben. Es gibt keine besonderen Zeichnungsmerkmale. Ein goldfarbener Längsstreifen an den Flanken, wie bei Thunnus albacares, Thunnus atlanticus oder zuweilen auch Thunnus obesus, fehlt ebenso wie das bläulich schillernde Längsband von Thunnus alalunga.
Thunnus orientalis unterscheidet sich von anderen Vertretern der Gattung Thunnus durch eine besondere Kombination morphologischer Merkmale. Die Brustflosse ist relativ kurz und erreicht weniger als 23 % der Standardlänge. Beim Südlichen Blauflossen-Thunfisch (Thunnus maccoyii) ist die Brustflosse verhältnismäßig etwas länger. Der Schwanzkiel ist dunkel, wie beim Roten Thun, und nicht gelb, wie beim Südlichen Blauflossen-Thunfisch. Die Anzahl der Kiemenreusen entspricht mit 32–40 in etwa der des Südlichen Blauflossen-Thunfisch und ist niedriger als beim Roten Thun (34–43 Kiemenreusen).
Bei größeren Exemplaren (>1,3 m) zeigen sich zudem Unterschiede in der Form der Körperhöhle. Eine anterior an der dorsalen Wandung der Körperhöhle befindliche Einbuchtung ist relativ schmal und wird seitlich von breiten Ausläufern der Körperhöhle begrenzt, die durch seitliche Taschen an der Einbuchtung noch erweitert werden. Bei Thunnus thynnus und Thunnus maccoyii ist diese Einbuchtung breit und wird nur von schmalen Ausläufern der Körperhöhle, ohne taschenartige Erweiterung, begrenzt.

## Verbreitung und Habitat
Das Verbreitungsgebiet des Nordpazifischen Blauflossen-Thunfisches liegt hauptsächlich im Nordpazifik, zwischen der Insel Sachalin und dem Süden der nördlichen Philippinen im Westen bis zum Golf von Alaska und Niederkalifornien im Osten. Gelegentlich ist er jedoch auch im Südpazifik in den Gewässern um Französisch-Polynesien und Neuseeland anzutreffen.
Sein Lebensraum ist das Pelagial in Tiefen von 0–550 m, saisonal findet man ihn auch in küstennahen Bereichen. Meist hält er sich im Bereich des Epipelagials auf, Tauchgänge in größere Tiefen sind jedoch häufig.

## Lebensweise
Nordpazifische Blauflossen-Thunfische sind langlebig und können ein Alter von mindestens 26 Jahren und wohl auch darüber hinaus erreichen. Sie sind Schwarmfische und bilden oft große Schulen annähernd gleichgroßer Individuen, manchmal auch mit anderen Arten aus der Familie der Scombridae. Das Schwarmverhalten lässt sich bereits bei nur 27 mm langen Jungfischen, etwa 24 Tage nach dem Schlüpfen, erstmals beobachten.

### Fortpflanzung
Die Weibchen werden im Alter von drei bis vier Jahren geschlechtsreif und tragen, je nach Größe, zwischen 5 und 25 Millionen Eier.
Es sind nur zwei eindeutige Laichgebiete bekannt. Beide liegen im westlichen Pazifik. Das südlichere Gebiet liegt in den Gewässern zwischen den nördlichen Philippinen und den Ryūkyū-Inseln und wird von April bis Juni genutzt. Das nördliche Laichgebiet liegt im Japanischen Meer und wird von Juni bis August genutzt. Letzteres wird von jüngeren, geschlechtsreifen Fischen mit Standardlängen von 110–150 cm (Altersklasse 3–6 Jahre) bevorzugt, während im südlichen Laichgebiet Fische mit Standardlängen von >200 cm (Altersklasse >10 Jahre) dominieren. Fische der dazwischen liegenden Größen- und Altersklassen sind in beiden Laichgebieten nur selten anzutreffen, was zu Spekulationen um ein drittes, noch unbekanntes Laichgebiet führte. Als möglicher Kandidat für ein drittes Laichgebiet gilt das Übergangsgebiet zwischen Kuroshio und Oyashio vor der Ostküste Japans.
Hinweise auf Laichgebiete im östlichen Pazifik, etwa vor der Küste Kaliforniens, liegen bislang nicht vor. Ein Teil der Jungfische, die im westlichen Pazifik geboren werden, verbleibt ihr ganzes Leben in diesen Gewässern. Andere wandern quer über den Pazifik um für zwei bis drei Jahre im Bereich des Kalifornienstroms zu jagen und kehren anschließend zu den Laichgebieten zurück. Seit den späten 1970er-Jahren werden in den Gewässern vor Kalifornien aber auch zunehmend größere und ältere Exemplare gefangen, so dass die Frage nach einem Laichgebiet im östlichen Pazifik offen bleibt.

### Nahrung
Der Nordpazifische Blauflossen-Thunfisch ernährt sich in freier Natur hauptsächlich räuberisch von kleinen Schwarmfischen, jedoch auch von Krabben und Kalmaren.
Die Larven des Nordpazifischen Blauflossen-Thunfischs ernähren sich von Zooplankton, wobei offenbar Copelata der Gattung Oikopleura und Blattfußkrebse der Gattungen Podon und Evadne bevorzugt werden. Ruderfußkrebse der Gattungen Paracalanus und Labidocera wurden zwar auch im Mageninhalt der untersuchten Larven nachgewiesen, nehmen aber, im Vergleich zu ihrer Häufigkeit im Zooplankton, nur eine untergeordnete Rolle im Beutespektrum ein.
Die Ernährungsgewohnheiten können sich je nach Region unterscheiden. Im Gebiet des Tsushima-Stroms, als Teilstrom des Kuroshio im Japanischen Meer, machen Jungfische mit einer Standardlänge von 20–25 cm hauptsächlich Jagd auf kleine Kalmare, während größere Jungfische mit Standardlängen von 25–35 cm ihr Beutespektrum zunehmend hin zu mesopelagischen Fischen verschieben. Im restlichen Bereich des Kuroshio ernähren sich Jungfische mit Standardlängen bis zu 25 cm nach wie vor hauptsächlich von Zooplankton (überwiegend Larven von Krebstieren) und wechseln ab einer Standardlänge von 25 cm zunehmend zu kleinen, epipelagischen Schwarmfischen als Beute.
Bereits etwas größere Jungfische (Standardlänge >50 cm) im östlichen Pazifik vor Kalifornien ernähren sich primär von anderen Fischen, die 93 % der untersuchten Mageninhalte ausmachen.

## Status
Der Nordpazifische Blauflossen-Thunfisch gilt als überfischt, da jedes Jahr mehrere tausend Tonnen dieser Art gefangen werden. Die Gesamtmasse an fortpflanzungsfähigen, weiblichen Individuen („spawning stock biomass“, SSB) wird auf weniger als 5 % des ursprünglichen Wertes geschätzt. Die Art wird von der IUCN deshalb seit 2021 als „potenziell gefährdet“ („Near Threatened“) gewertet.